# Luisia ramosii
Luisia ramosii är en orkidéart som beskrevs av Oakes Ames. Luisia ramosii ingår i släktet Luisia och familjen orkidéer. Inga underarter finns listade i Catalogue of Life.